# جينيفر فلافين
جينيفر فلافين (بالإنجليزية: Jennifer Flavin)‏ هي رائدة أعمال وعارضة وممثلة أمريكية، ولدت في 14 أغسطس 1968 في لوس أنجلوس في الولايات المتحدة.

## وصلات خارجية
- جينيفر فلافين على موقع IMDb (الإنجليزية)
- جينيفر فلافين على موقع قاعدة بيانات الفيلم (الإنجليزية)
- جينيفر فلافين على موقع دليل عارضات الأزياء (الإنجليزية)